# Ottomar Anschütz

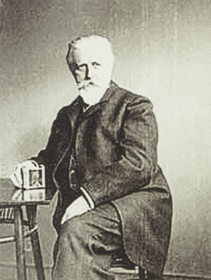
Ottomar Anschütz

Patentierter Schlitzverschluss in einer Goerz-Anschütz-Patent-Camera

Logo: Ottomar Anschütz GmbH, Berlin, 1898

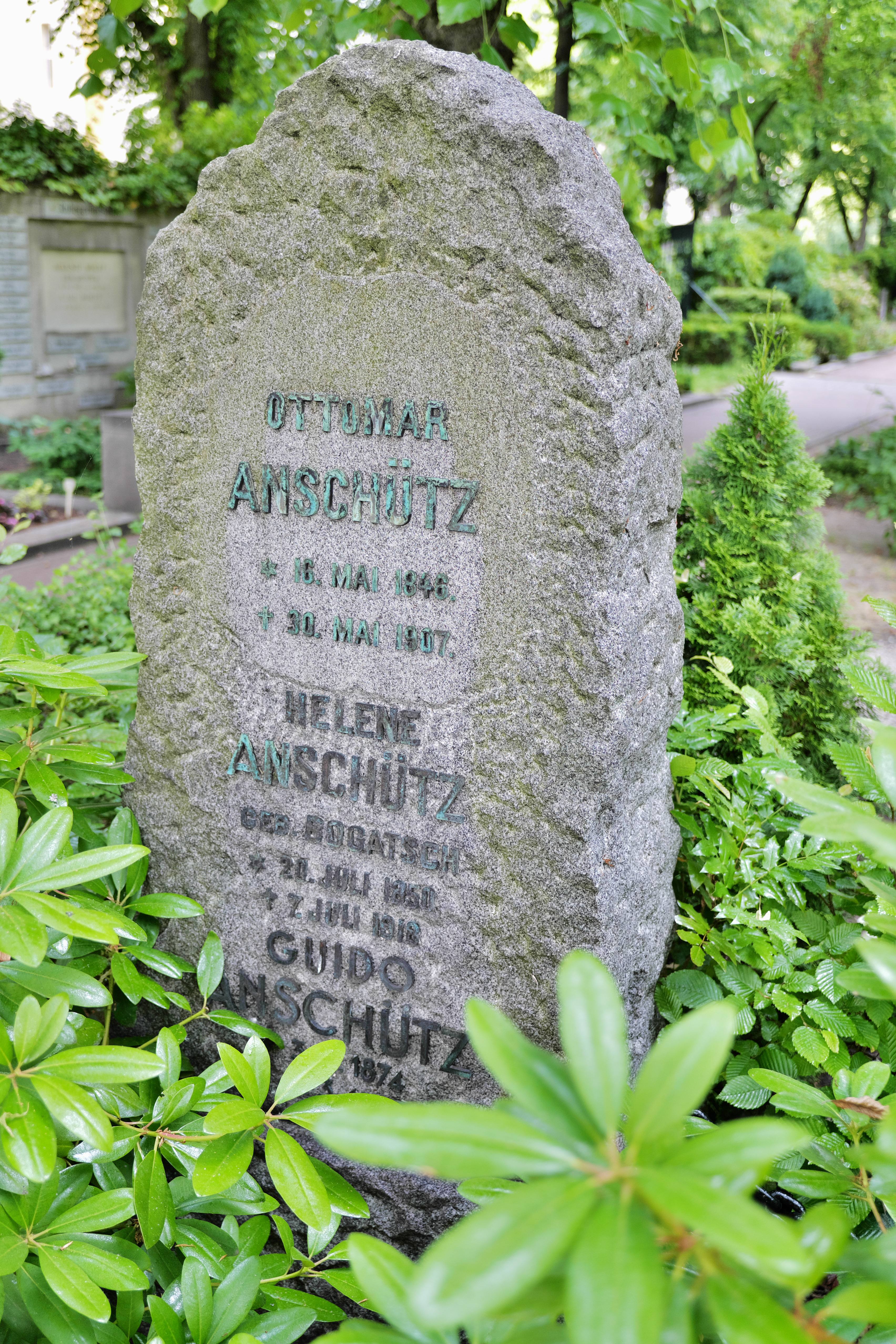
Ehrengrab, Stubenrauchstraße 43–45, in Berlin-Friedenau

Ottomar Maximilian Anschütz (* 16. Mai 1846 in Lissa, Provinz Posen; † 30. Mai 1907 in Friedenau) war Fotograf und ein Pionier der Fototechnik, Serienfotografie und Kinematografie.

## Leben
Ottomar Anschütz wurde als drittes von elf Kindern geboren und am 21. Mai 1846 in Lissa getauft. Seine Eltern waren Christoph Berthold Anschütz (* 1818) und Luise Amalie, geborene Rauhut(t) (* 12. September 1818), die beide aus Posen stammten.
Am 23. August 1870 heiratete er in Posen Helene Aurelie Bogatsch (* 20. Juli 1850; † 7. Juli 1918). Die beiden hatten die beiden Töchter Margaretha Laura Elise (* 15. Juli 1871) und Hedwig Helene Aurelie (* 13. Juli 1872) sowie den Sohn Guido Curt Arnold (* 3. März 1874).

## Momentfotografie
Anschütz wurde zwischen 1864 und 1868 durch die Fotografen Ferdinand Beyrich (Berlin), Franz Hanfstaengl (München) und Ludwig Angerer (Wien) ausgebildet. Danach arbeitete er als Dekorationsmaler und Porträtfotograf.
Ab etwa 1882 nahm die Bekanntheit seiner Porträtaufnahmen zu. Darüber hinaus experimentierte Anschütz mit der Momentfotografie. Ergebnis seiner mechanischen Begabung war eine Handkamera mit einem neuartigen Rolltuch-Schlitzverschluss (Rouleau-Verschluss), mit der sehr kurze Belichtungszeiten möglich wurden. Erst 1888 patentierte er seinen vor der Bildplatte liegenden Jalousieverschluss, für den das Berliner Unternehmen Optische Anstalt C. P. Goerz das Recht auf Alleinfabrikation erwarb. Die Goerz-Patent-Anschütz-Kamera wurde ab 1890 mit verschiedenen Verbesserungen bis 1927 produziert.
1883 fotografierte Anschütz beim Kaisermanöver bei Breslau. Zwei der dabei entstandenen Manöveraufnahmen wurden 1884 in der Leipziger Illustrirten Zeitung gedruckt und damit zu den ersten durch Autotypie gedruckten Momentaufnahmen, den Urahnen des Pressefotos.
In den Jahren 1893 und 1894 fotografierte Anschütz mehrere Flüge des Flugpioniers Otto Lilienthal, unter anderem am Fliegeberg in Berlin-Lichterfelde.

## Serienfotografie
Im Sommer 1886 erhielt Anschütz vom Preußischen Kriegsministerium den Auftrag, „Chronophotographien von Reitern und Pferden des Militärischen Reitinstituts in Hannover aufzunehmen, um mit diesen die Entwicklung wissenschaftlicher Instruktionsmethoden für die Kavallerieschule zu ermöglichen.“ Die mit 24 elektrisch miteinander verbundenen Kameras angefertigten Bewegungsstudien kombinierte er zu Bildserien. Andere Serien zeigen menschliche Bewegungsstudien. 1886 entwickelte er ein Gerät zur Projektion seiner Reihenbilder, das aus einer Scheibe mit einem Durchmesser von 1,5 Metern und 24 Glasplatten im Format 9 cm × 13 cm besteht. Die von hinten mit einer Geißlerschen Röhre beleuchteten Fotoplatten werden durch einen Kurbelantrieb mit einer Geschwindigkeit von 30 Bildern pro Sekunde rotiert. 1887 präsentierte er seinen „elektrischen Schnellseher“ – das Elektrotachyscop – im Kultusministerium in Berlin. Siemens & Halske nahm die kommerzielle Fertigung des Geräts in Berlin auf, das weite Verbreitung ab etwa 1891 fand. Bis 1893 wurden rund 140 Stück produziert. Das Gerät wurde auch ins Ausland verkauft, wo es unter der Bezeichnung Electrical Wonder Automat bekannt wurde.
Für das Zoetrop, eine einfache mechanische Einrichtung zur Betrachtung bewegter Bilder, entwickelte Anschütz 1887 eine dreischlitzige Variante zur Beeinflussung der Darstellung der Bewegung.
1894 gelang Anschütz erstmals die Projektion von bewegten Bildern mit dem Elektrotachyscop auf eine 6 Meter × 8 Meter große Leinwand im Hörsaal des Postfuhramtes in der Berliner Artilleriestraße (heute Tucholskystraße). Während des Umzugs in ein neues Photoatelier und neue Geschäftsräume in der Potsdamer Straße 4 starb Ottomar Anschütz in Berlin-Friedenau an den Folgen einer Blinddarmentzündung.
Anschütz wurde auf dem Friedhof Schöneberg III in Berlin-Friedenau beigesetzt. 

## Ehrungen
Seine Grabstätte war bis zum Jahr 2009 als Ehrengrab des Landes Berlin gewidmet. Seit November 2018 ist das Grab wieder ein Ehrengrab der Stadt Berlin.
1955 wurde die Straße 398 in Berlin-Staaken zu seinen Ehren in Anschützweg umbenannt.

## Werke von Anschütz

### Fotografien

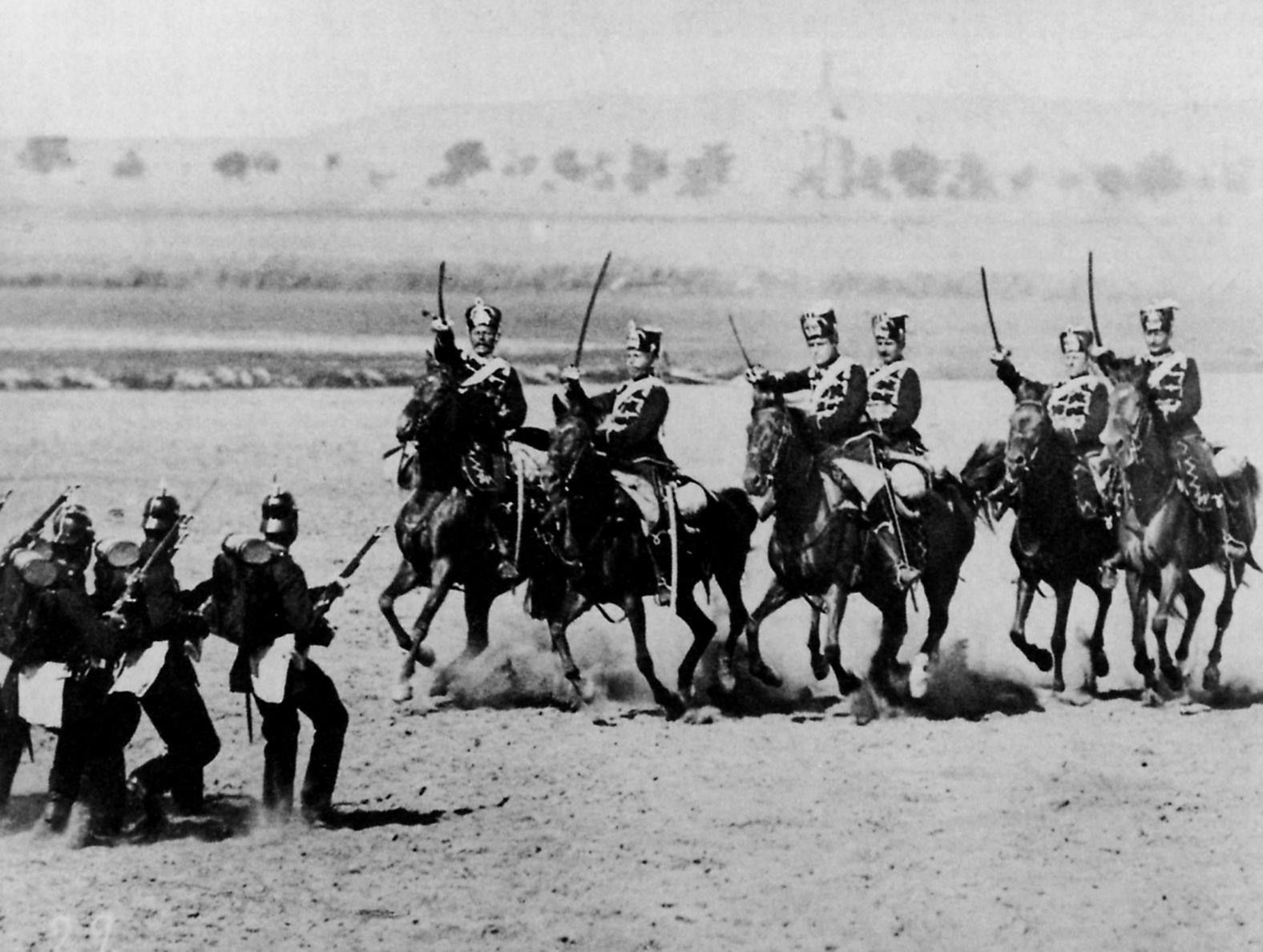
Kaisermanöver in Berlin 1882/83
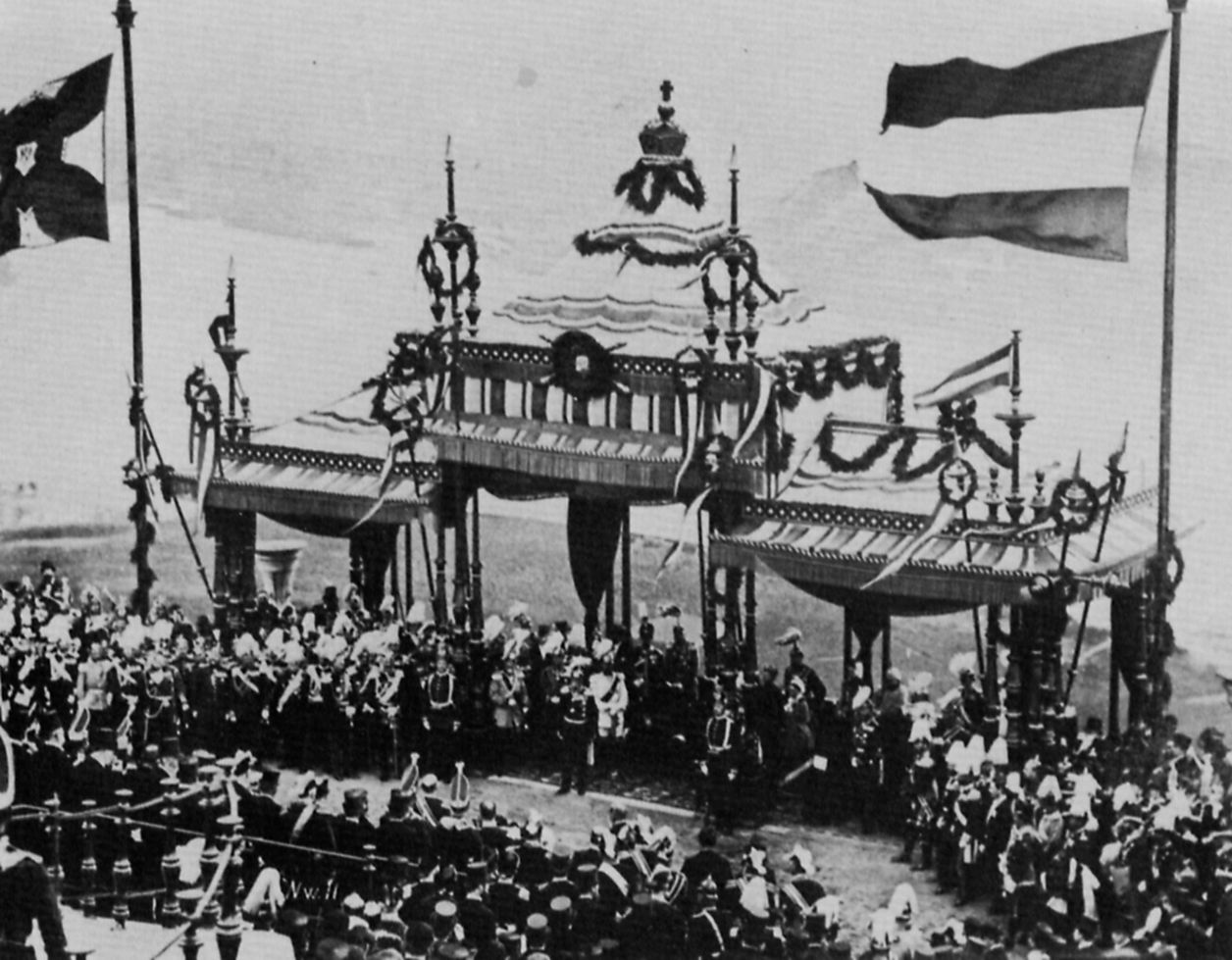
Enthüllungsfeier auf dem Niederwald
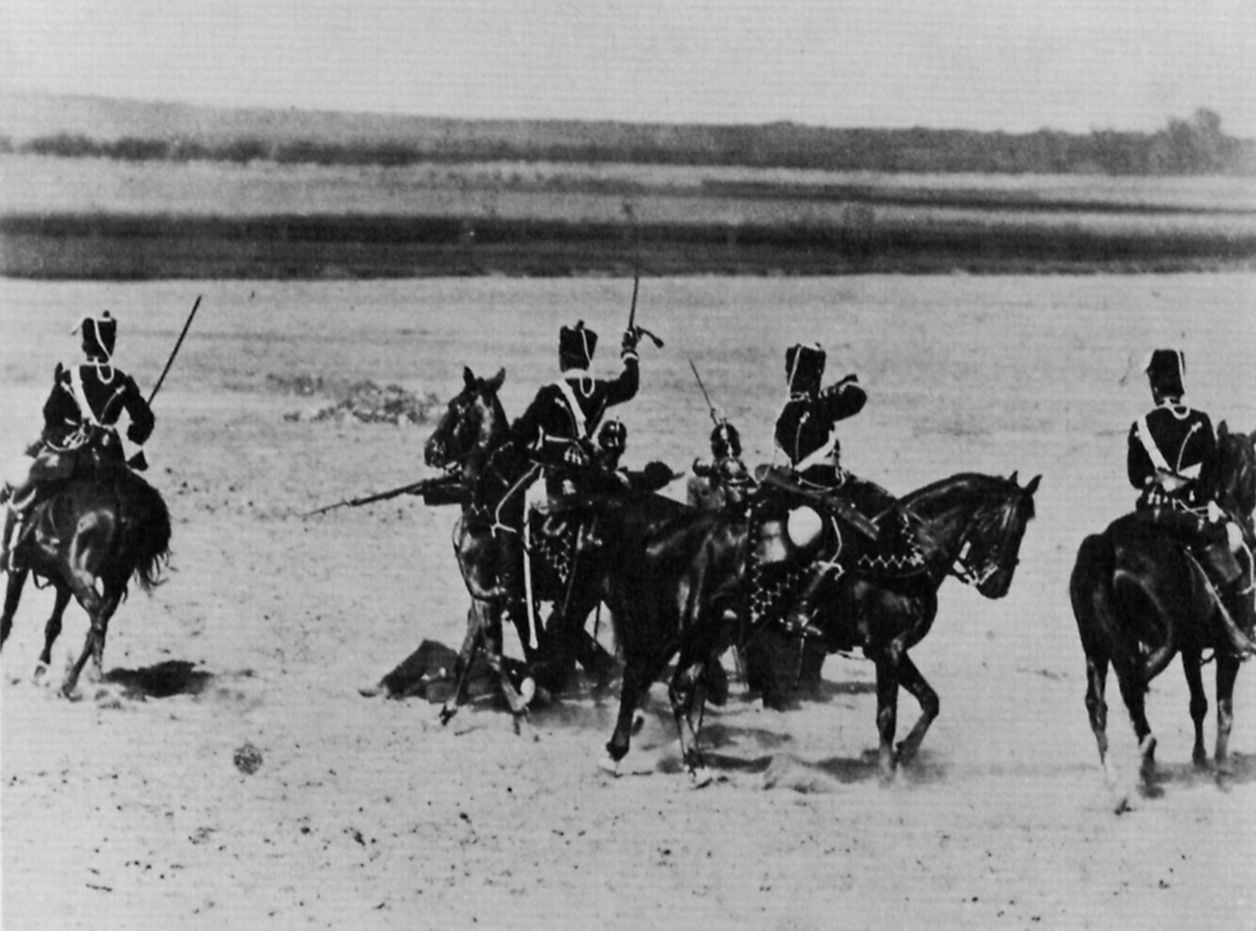
Kaisermanöver in Berlin 1882/83
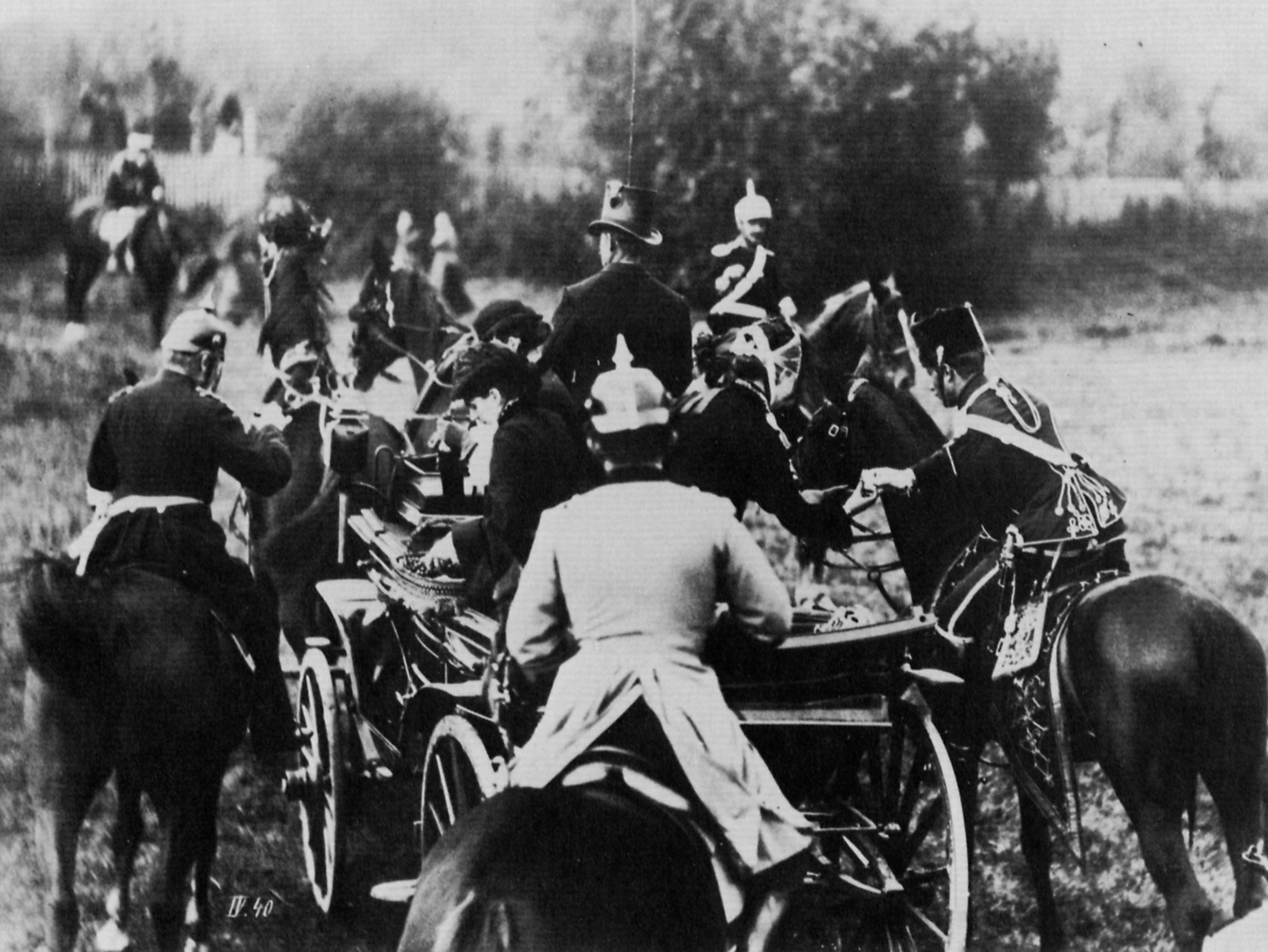
Kaisermanöver in Berlin 1882/83
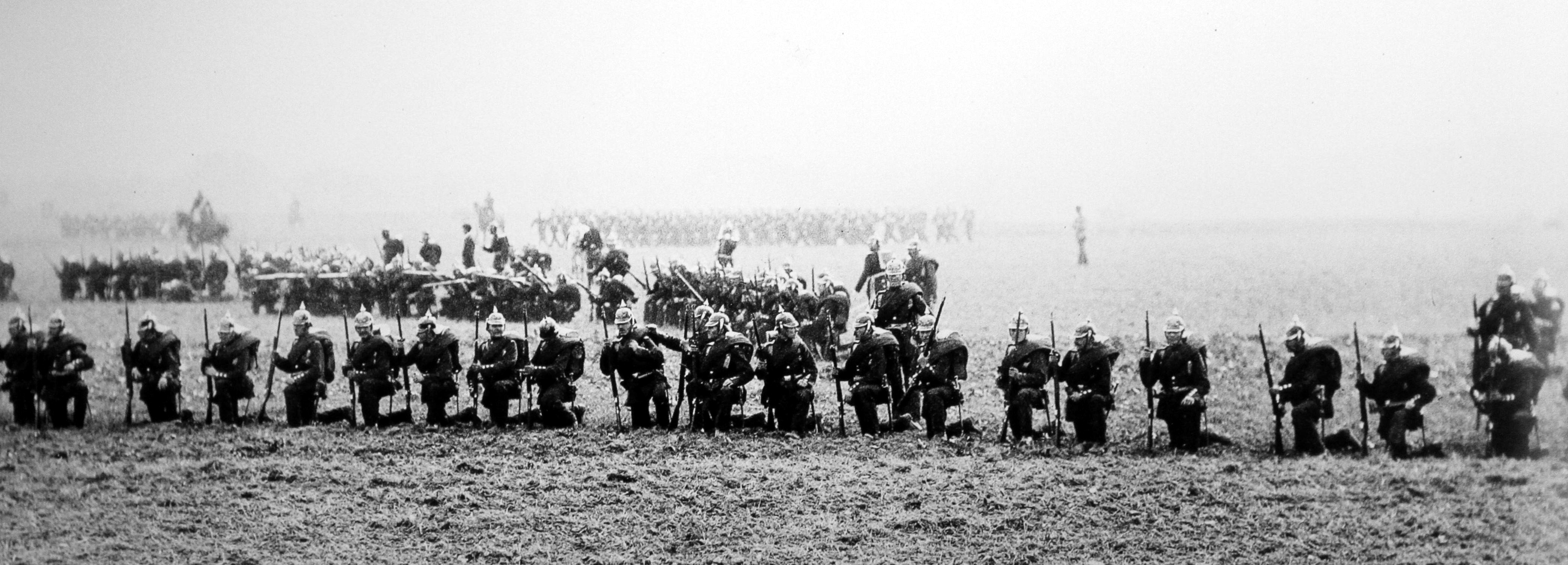
Kaisermanöver 1884
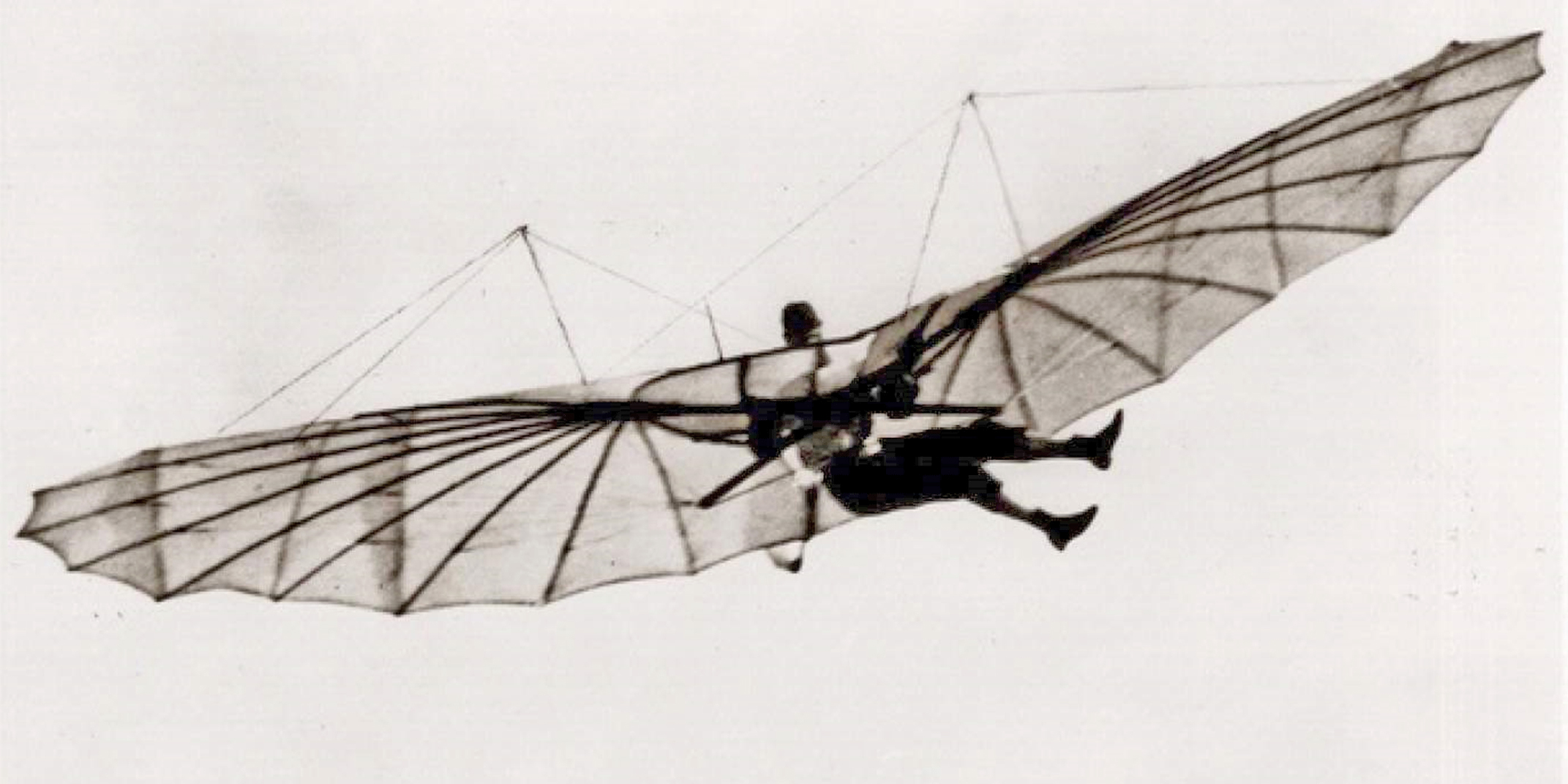
Lilienthal im Gleitflug mit dem Normalsegelapparat am Fliegeberg, 14. September 1884

### Schriften
- Kaiser-Manöver 1884. In Rheinland und Westfalen. Manöver-Scenen nach dem Leben aufgenommen. Wohlfeile Ausgabe. Leipzig: Verlag von M. Hessling 1885.
- Die Photographie im Hause. Drei Bände, Berlin 1901 und 1902

## Auszeichnungen
- Silbermedaille (1. Abteilung: Porträt, Landschaft und Architektur) für bahnbrechende Leistung in Momentphotographie, anlässlich der Photographischen Jubiläumsausstellung 1889 in Berlin[7]
- Goldene Medaille in Kategorie Photographie (Klasse 12) der Weltausstellung in Paris im Jahr 1900[8].